# Ferry Osaka II
Le Ferry Osaka II (フェリーおおさかII, Ferī Ōsaka II) est un ferry de la compagnie japonaise Meimon Taiyō Ferry. Construit entre 2014 et 2015 aux chantiers Mitsubishi Heavy Industries de Shimonoseki, il navigue depuis septembre 2015 sur les liaisons reliant Ōsaka à Kitakyūshū, au nord-est de l'île de Kyūshū.

## Histoire

### Origines et construction
Au début de la décennie 2010, la compagnie Meimon Taiyō Ferry envisage le remplacement de ses deux plus anciens navires par des unités neuves. Mis en service en 1992, les Ferry Osaka et Ferry Kitakyushu ont déjà dépassé les vingt ans d'âge et leur petite taille tend à les rendre inadaptés au trafic. La construction d'un nouvel outil naval permettrait alors, en plus de doter la flotte de navires plus imposants, de se maintenir au niveau des concurrents, en particulier Hankyu Ferry qui prévoit également de renouveler de sa flotte en service sur la ligne d'Ōsaka.
Prévus pour succéder aux Ferry Osaka et Ferry Kitakyushu, les futurs navires, baptisés Ferry Osaka II et Ferry Kitakyushu II, sont conçus sur la base des jumeaux Ferry Kyoto 2 et Ferry Fukuoka 2 en reprenant la plupart de leurs caractéristiques, notamment au niveau de l'apparence et de la disposition des aménagements intérieurs. Ils se démarquent toutefois de leurs aînés de par leur taille bien plus imposante. Avec une longueur de 183 mètres et un tonnage de 14 900 tonneaux, ils affichent des dimensions inédites au sein de la flotte de Meimon Taiyō Ferry, bien que celles-ci restent relativement restreintes par rapport à ses concurrents. Malgré une capacité passagère revue à la baisse avec seulement 700 personnes, la capacité de roulage, elle, est légèrement accrue, notamment grâce la surface plus importante consacrée au garage. Ainsi, celui-ci est en mesure d'accueillir 146 unités de fret et une centaine de véhicules de tourisme. Les aménagements intérieurs, occupant également un volume supérieur, sont conçus selon les derniers standards en matière de confort et proposent désormais davantage de cabines privatives au détriment des dortoirs et des compartiments collectifs. Les locaux publics arborent quant à eux une décoration moderne et lumineuse. Sur le plan technique, ces navires intègrent quelques nouveautés, notamment en ce qui concerne l'appareil propulsif qui est composé d'une hélice centrale standard couplée à deux petits pods latéraux conçus par Mitsubishi. Enfin, il est prévu que le garage soit équipé de dix bornes de recharge pour véhicules électriques, une première pour un navire à passager au Japon.
À l'instar de leurs prédécesseurs, la construction des futures unités est confiée aux chantiers Mitsubishi Heavy Industries de Shimonoseki. Le Ferry Osaka II, premier des deux navires, est mis sur cale courant 2014 et lancé le 25 mars 2015. Après environ six mois de finitions, il est livré à Meimon Taiyō Ferry au mois de septembre.

### Service
Le Ferry Osaka II entame sa carrière commerciale le 16 septembre 2015 entre Ōsaka et Kitakyūshū. Il remplace alors au sein de la flotte le vieux Ferry Osaka et se substitue au Ferry Kyoto II sur les traversées partant en début de soirée. En novembre, il est rejoint par son sister-ship le Ferry Kitakyushu II.

## Aménagements
Le Ferry Osaka II possède 8 ponts. Si le navire s'étend en réalité sur 10 ponts, deux d'entre eux sont inexistants au niveau des garages afin de permettre au navire de transporter du fret. Les locaux passagers occupent les ponts 6, 7 et 8 tandis que l'équipage loge à l'avant du pont 8. Les garages se situent sur les ponts 2, 3, 4 et 5.

### Locaux communs
Les aménagements du Ferry Osaka II se composent essentiellement d'un restaurant situé à l'arrière du pont 6 ainsi que des promenades intérieures, une grande terrasse extérieure sur les ponts 7 et 8 et des installations dédiées au divertissement sur le pont 6 telles qu'une salle d'arcade et une salle de jeux pour enfants. Le navire est également équipé sur le pont 6 de deux bains publics traditionnels japonais avec vue sur la mer (appelés sentō), l'un pour les hommes à tribord, l'autre pour les femmes à bâbord, ainsi qu'une une boutique.

### Cabines
À bord du Ferry Osaka II, les cabines sont situées majoritairement sur le pont 7 mais également à l'avant du pont 6 et au milieu du pont 8. Ainsi, le navire est équipé de deux suites, l'une de style occidental, l'autre de style japonais, de huit cabines Deluxe, de dix cabines de catégorie A de style japonais, 16 de style occidental et 28 à trois couchettes, de 38 cabines de catégorie S individuelles sans hublot, de 60 compartiments Toursit individuels et de 19 dortoirs collectifs, dont un réservé aux femmes.

## Caractéristiques
Le Ferry Osaka II mesure 183 mètres de long pour 27 mètres de large, son tonnage est de 14 920 UMS (le tonnage des car-ferries japonais étant défini sur des critères différents, il atteint en réalité les 23 984 UMS). Il peut embarquer 713 passagers et possède un spacieux garage pouvant embarquer 146 remorques et 105 véhicules. Le garage est accessible par l'arrière au moyen d'une porte axiale mais aussi par l'avant à l'aide d'une porte rampe. Des accès menant au garage supérieur sont également présents. La propulsion du Ferry Osaka II est assurée par deux moteurs diesel JFE 12PC2-6B développant une puissance de 14 000 kW entrainant une hélice à pas variables, complétée par deux pods azimuts faisant filer le bâtiment à une vitesse de 23,2 nœuds. Il est aussi doté d'un propulseur d'étrave ainsi que d'un stabilisateur anti-roulis. Les dispositifs de sécurité sont essentiellement composés de radeaux de sauvetage mais aussi d'une embarcation semi-rigide de secours.

## Lignes desservies
Depuis sa mise en service, le Ferry Osaka II est affecté principalement à la liaison entre Ōsaka et Kitakyūshū. Il est positionné sur cet axe en compagnie de son sister-ship et effectue les traversées partant en début de soirée pour une arrivée à destination le lendemain matin.